# Chusaris indistincta
Chusaris indistincta är en fjärilsart som beskrevs av Rothschild 1920. Chusaris indistincta ingår i släktet Chusaris och familjen nattflyn. Inga underarter finns listade i Catalogue of Life.